# Moving-Lights

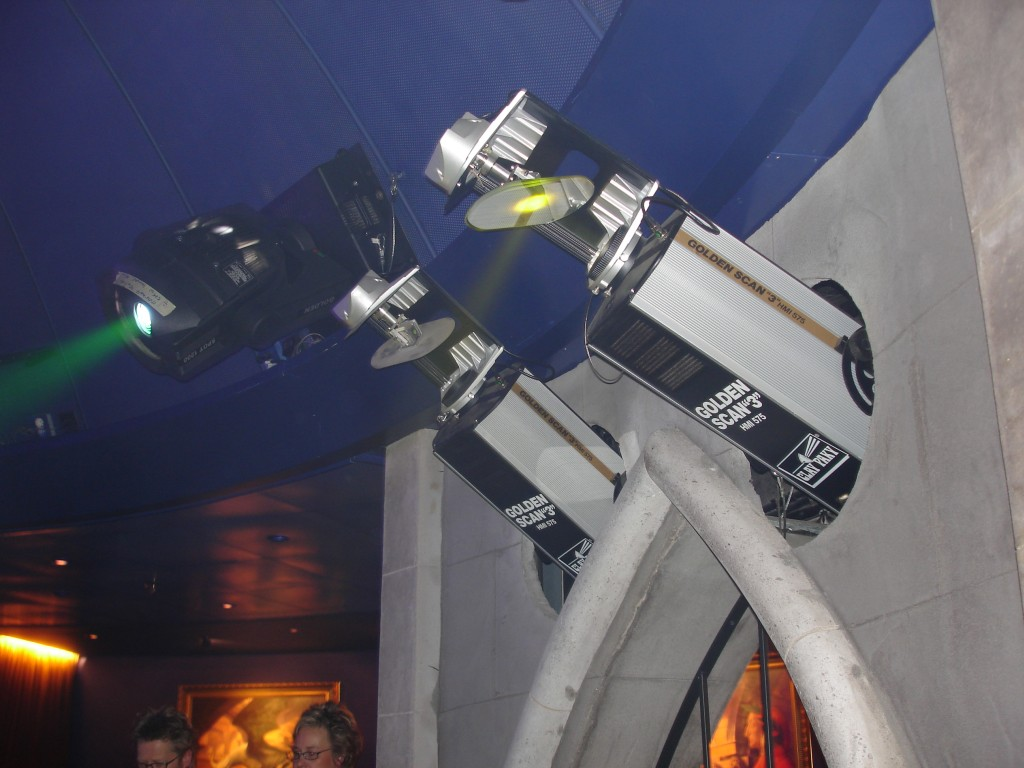
Moving Head und zwei Scanner

Moving-Lights ist ein Sammelbegriff für Geräte in der Lichttechnik, die den Lichtstrahl in verschiedene Richtungen positionieren können. Diese Bewegung wird durch einen Motor erzeugt.
Bei Scannern geschieht das durch einen beweglichen Spiegel, bei Moving Heads wird der gesamte Projektionskopf bewegt.
Scanner haben den Vorteil, den Lichtstrahl schneller positionieren zu können (wegen der geringen Masse des Spiegels), während Moving-Heads einen größeren Aktionsradius haben.